# Sitcom (pel·lícula)
Sitcom és una pel·lícula francesa de sàtira surrealista de 1998 escrita i dirigida per François Ozon. La història documenta la decadència moral d'una antiga família suburbana benstant, el descens de la qual a la degeneració comença amb la compra d'una petita rata blanca.
El nom de la pel·lícula és una referència directa a les sitcoms americanes, que destaquen pel seu enfocament en els valors familiars tradicionals i l'humor capriciós. La majoria de les escenes interiors i exteriors de la casa familiar van ser filmades a L'Etang-la-Ville. L'escena del funeral es filma al cementiri de Louveciennes.

## Argument
El patriarca (François Marthouret) d'una família nuclear aparentment normal torna un dia a casa amb una petita rata blanca. Aviat, l'animal té un efecte advers sobre la seva dona (Évelyne Dandry) i els seus fills, i els fa que actuïn els seus desitjos més foscos i ocults.
El fill, Nicolas (Adrien de Van) anuncia en veu alta la seva homosexualitat i comença a fer orgies salvatges, la filla Sophie, (Marina de Van) coqueteja deliberadament amb la mort i practica el sadomasoquisme al seu xicot (Stéphane Rideau). , mentre la mare sedueix el seu fill perquè el pugui "curar" de la seva orientació. Després que el pare finalment mata i devori la rata ofensa, ell mateix es converteix en un; quan la seva família ho descobreix, s'uneixen i el maten brutalment.

## Repartiment
- Évelyne Dandry (contada com a Evelyne Dandry) com La mare
- François Marthouret com El pare
- Marina de Van com a Sophie
- Adrien de Van com a Nicolas
- Stéphane Rideau com a David
- Lucia Sanchez com a Maria
- Jules-Emmanuel Eyoum Deido com a Abdu
- Jean Douchet com a psicoterapeuta
- Sébastien Charles com a Noi amb els carbassons
- Vincent Vizioz com a noi pèl-roig
- Kiwani Cojo com a noi amb la perforació
- Gilles Frilay com a Guy amb bigoti
- Antoine Fischer com a Gregory / El nen petit

## Possibles influències
- A la famosa pel·lícula de John Schlesinger, Cowboy de mitjanit, les frustracions sexuals profundament encobertes d'una mare i el seu fill apareixen després que ella produeixi un petit ratolí de goma blanca.[4]
- Una altra inspiració podria ser la novel·la de Pier Paolo Pasolini i, finalment, la pel·lícula, Teorema, que representa l'arribada d'un misteriós, desconegut sense nom a la casa d'una família de classe alta italiana. Sedueix sistemàticament tots els membres de la llar disfuncional, inclosa la mare, que esdevé nimfòmana com a resultat, el pare, la filla, a qui deixa en estat catatònic, i el fill, que posteriorment s'adona de la seva homosexualitat i es converteix en artista.[5][6]

## Premis
Fou estrenada a la Setmana Internacional de la Crítica del 51è Festival Internacional de Cinema de Canes. Va participar com a part de la secció oficial del XXXI Festival Internacional de Cinema Fantàstic de Catalunya (1998) i l'actriu Évelyne Dandry hi va guanyar el Premi a la millor actriu.